# Tokyo Love Hotel
Tokyo Love Hotel (さよなら歌舞伎町?, Sayonara Kabukichō, lett. "Addio Kabukichō"), conosciuto anche con il titolo inglese Kabukicho Love Hotel, è un film del 2014 diretto da Ryūichi Hiroki.
Il film, che narra le vicende e le vicissitudini di varie persone nell'arco di una giornata e una notte passate in un love hotel di Kabukichō, il più famoso quartiere a luci rosse del Giappone, è stato presentato in anteprima al Toronto International Film Festival il 7 settembre 2014, mentre nelle sale giapponesi è uscito il 24 gennaio 2015.

## Trama
Toru convive in un piccolo appartamento di Tokyo con la fidanzata Saya, una cantautrice in erba che sogna di debuttare nell'ambiente discografico con il suo gruppo. Ella gli confida di essere in contatto con un produttore che vorrebbe offrirle un contratto escludendo però gli altri membri del complesso dall'accordo. È convinta che il suo ragazzo lavori ancora come receptionist al Grand Pacific, un hotel di lusso a cinque stelle, ma in realtà egli è stato licenziato ed è ora a capo di un modesto love hotel in quel di Shinjuku, l'Hotel Atlas.
All'hotel lavora come donna delle pulizie Satomi, che convive segretamente con il compagno, Yasuo. I due devono sfuggire per altre quarantotto ore alle forze dell'ordine affinché il crimine commesso dall'uomo in passato, un'aggressione ai danni dell'ex marito di lei, cada in prescrizione. Intanto una compagnia cinematografica ha affittato una stanza dell'albergo per due ore, con l'intenzione di girarci un film porno; Toru scopre così che sua sorella Miyu è diventata un'AV idol, spinta dal bisogno di denaro dopo che i genitori hanno perduto la pescheria di famiglia in quel di Shiogama dopo lo tsunami del 2011. Nel tardo pomeriggio un'altra coppia si reca all'hotel: Hinako, un'adolescente con problemi familiari scappata via di casa, e Masaya, un piccolo malfattore che si finge un talent scout nel tentativo di circuirla e farla entrare nel giro della prostituzione. Dopo averla conosciuta meglio però, egli si pente e decide di rinunciare al suo piano originario, attirando su di sé l'ira del suo boss.
Nel frattempo Heya, una sudcoreana a cui è scaduto il permesso di soggiorno e ha deciso di fare ritorno in patria, affronta l'ultimo giorno alla Juicy Fruits, un'agenzia per la quale lavora come escort. Il suo fidanzato, Chong-su, convinto che ella sia una semplice hostess, ha invece optato per rimanere in Giappone e la loro relazione sembra essere arrivata a un bivio. Heya si reca all'hotel dove si incontra con uno dei suoi clienti abituali, il timido e passionale salaryman Amemiya, che, al termine della loro ultima notte insieme, le si dichiara. Chong-su però, venuto a sapere della vera professione di Heya, prenota un incontro con lei durante il quale le confessa che anch'egli ha dovuto prostituirsi in modo tale da sbarcare il lunario. I due si riconciliano e decidono di lasciare il Giappone e ritornare entrambi in Corea.
L'hotel è teatro anche della tresca tra la detective Rikako ed il collega Shinjo, ma quando la prima riconosce nella donna delle pulizie l'artefice di uno dei suoi casi irrisolti, ella decide di mettere a repentaglio la carriera di entrambi nel tentativo di arrestarla. Satomi riesce però a tenersi alla larga da lei fino all'estinguersi del reato e a ricongiungersi con Yasuo.
Tra l'incredulità di Toru, anche Saya sopraggiunge all'albergo in compagnia di Takenaka, produttore discografico in capo alla Planet Music, al quale si concede con la promessa di un contratto per l'incisione di un disco. La vicenda, sommata al resto della situazione, prova fortemente Toru che, esasperato e convinto di meritare qualcosa di più dalla vita, decide di lasciare il lavoro all'Hotel Atlas e di ritornare a Shiogama, nonostante i tentativi di Saya di ricostruire il loro rapporto ormai compromesso.

## Produzione

### Riprese
Il film è ambientato tra le vie di Kabukichō, noto quartiere a luci rosse di Shinjuku, a Tokyo. Ryūichi Hiroki, noto per i suoi trascorsi come regista di pinku eiga (pellicole a sfondo erotico softcore), ritorna parzialmente alle sue origini, collaborando nuovamente con Haruhiko Arai, autore delle sceneggiature di due dei maggiori successi di Hiroki, Vibrator (2003) e It's Only Talk (2005). Il film si avvale anche della fotografia di Atushiro Nabeshima e delle musiche di Ayano Tsuji e Shin Yasui.

### Cast
Tra il cast figurano Shōta Sometani, vincitore del premio Mastroianni nel 2011, l'attrice sudcoreana Lee Eun-woo e le pop star Atsuko Maeda (ex stella delle AKB48), Asuka Hinoi (dell'Hinoi Team) e Son Il-kwon (membro della boy band 5tion). Completano il cast Kaho Minami, Yutaka Matsushige, Nao Ōmori, Jun Murakami e Tomorowo Taguchi.

## Distribuzione
Il film è stato presentato in anteprima alla 39ª edizione del Toronto International Film Festival nella categoria Contemporary World Cinema, il 7 settembre 2014. Il 6 ottobre successivo ha partecipato alla 19ª edizione del Busan International Film Festival nella categoria A Window on Asian Cinema e il 23 novembre alla 15º edizione del Tokyo Filmex. Nelle sale giapponesi è uscito il 24 gennaio 2015, mentre in Italia è stato distribuito dalla Tucker Film a partire dal 30 giugno 2016.

## Accoglienza

### Critica
Sayonara Kabukichō ha ricevuto critiche discordanti. Don Brown dell'Asahi Shinbun lo ha definito come «uno dei film di Hiroki più piacevoli e soddisfacenti». Secondo Richard Kuipers di Variety, «alcune storie sono un po' troppo sentimentali, [ma] il film è popolato da personaggi interessanti coinvolti in situazioni intriganti».
Per Kwenton Bellette di Twitch Film l'esperienza di Hiroki maturata nel cinema erotico e in quello più convenzionale ha permesso al regista di produrre un ibrido che possiede attributi positivi rintracciabili sia nel vecchio sia nel nuovo cinema giapponese. Mark Schilling del The Japan Times ha premiato il film con un giudizio di quattro stelle su cinque, elogiando il regista per la sua capacità di condire il film con un umorismo asciutto senza il bisogno di ricorrere ad alcun sentimentalismo di sorta e senza scadere nella commedia spicciola.
Secondo Clarence Tsui di The Hollywood Reporter, invece, il film risente troppo dei cliché delle classiche opere drammatiche/sentimentali, in linea con i lavori in cui Hiroki si è cimentato nella prima parte degli anni dieci del XXI secolo, nonostante il tentativo del regista di ritornare alle sue origini softcore. Per Dereck Elley di Film Business Asia, nonostante il cast interessante, la pellicola risulta indebolita dall'eccessiva durata e dal poco spazio riservato alla storia dei personaggi interpretati da Sometani e Maeda, i quali, almeno nelle intenzioni, avrebbero dovuto rappresentare il richiamo principale per il pubblico giapponese.

## Riconoscimenti
- 2015 - New York Asian Film Festival
  - Miglior attore emergente a Shōta Sometani[15]